# スペース・ファンタジー・ザ・ライド
スペース・ファンタジー・ザ・ライド（英: Space Fantasy - The Ride）は、ユニバーサル・スタジオ・ジャパンのハリウッド・エリアにあるライド・アトラクションである。
本アトラクションを一時的にクローズして運営される「XRライド」についても記述する。

## 概要
縦72m、横89m、高さ19mのスタジオ内に、映画セットやレーザー、モーションマジックなどの映像技術を駆使し、地球や星々を配した壮大な宇宙空間を再現した屋内コースタータイプのアトラクションである。その中を、1両あたり4人乗り、2両連結の「ソーラーシャトル」に乗って、全長585mにおよぶ飛行コースを駆け抜ける。ソーラーシャトルは、上昇、下降、スピードの緩急をつけ、直進、曲進、スピンなど多彩な動きをする。さらに、乗車人数やバランスによって、ドロップ時のスピンの回転数、スピード、回転する向きが変わり、乗車するたびに異なる動きが楽しめるスペーストラベルを演出する。ソーラーシャトルにはスピーカーが搭載されており、コスミアとの通信が行われる。
前身の「E.T. アドベンチャー」からNTTドコモが協賛していたが、2021年6月23日から2024年5月5日まで、JTBが協賛した。2024年7月19日からは新たに日本コカ・コーラが協賛することになった。

## ストーリー
ゲストが「スペース・ファンタジー・ザ・ライド」のスタジオ内に入ると、まずおしゃべり好きな通信衛星G-Botに迎えられる。続いて、ソーラープリンセスのコスミアと対面する。コスミアは、太陽がエネルギーを失いつつあることを知り、危機感を抱いていた。太陽を救うには、人間の持つヒューマンエネルギーが必要だと気付き、太陽の中で赤いボタンを押してエネルギーを注ぎ込んでほしいとゲストに訴えかける。ゲストはそのミッションを受け、「ソーラーシャトル」号に乗り込み、輝きの弱まる太陽へと向かっていく。

## 登場人物
コスミア
声 - 坂本真綾
超新星で生まれた若く、美しい女性。ソーラープリンセス（太陽の王女）として銀河系を守るという大きな使命を負っている。クリスタルの中に現れ、宇宙空間を移動している。
G-Bot
声 - 山寺宏一
フレンドリーでエネルギッシュ、好奇心旺盛なおしゃべり好きな通信衛星。顔がモニター画面になっており、その画面にメッセージなどを映し出してゲストとコミュニケーションを図っている。
サンフェアリー
太陽フレアから生まれた小さな太陽の精。コスミアのことが大好きで、いつも一緒に行動している。天の川で泳いだり、土星のリングを滑り台にして遊んだりしている。とても遊び好きで、こっそり地球にも遊びに来ている。甘いものが大好き。

## 沿革
2009年3月23日、前身のアトラクションである「E.T. アドベンチャー」のクローズとそれに伴うキャンペーンが発表された。9月14日には、新アトラクションが宇宙をテーマにしたコースタータイプのライド・アトラクションであることが発表され、10月2日にはアトラクション名が公開された。12月16日には、アトラクションのオープン日が2010年3月19日に決定した。
2010年2月18日、アトラクションのオープンを記念して、AKB48のメンバーと共に第一号乗車ができる「宇宙ジャンケン」キャンペーンとおサイフケータイコンテンツが発表された。3月14日から18日には、グランドオープン前のソフトオープンが開催され、3月17日にはプレスプレビューが行われた。そして、3月19日、グランドオープン。オープニングセレモニーにはAKB48とスヌーピーが参加した。
2011年9月23日から10月31日には、ハロウィーン・ホラーナイトの一環として、ロックホラーが流れる中、暗闇をライドで疾走するホラーバージョンが初開催された。11月17日には、テーマエンターテインメント協会（Themed Entertainment Association: TEA）の第18回ティア・アワードでアウトスタンディング・アチーブメント賞アトラクション部門を受賞した。
2012年9月14日から11月11日には、ハロウィーン・ホラーナイトの一環として、真っ暗闇をホラーBGMと共に疾走する「スペース・ファンタジー・ザ・ライド～イン・ザ・ダーク～」が開催された。2013年から2015年のハロウィーン・ホラーナイト期間中は、イベントの一環として「貞子～呪われたアトラクション～」が開催された。
2017年6月30日から2018年1月8日には、DREAMS COME TRUEとのコラボレーション企画「スペース・ファンタジー・ザ・ライド with DREAMS COME TRUE」が開催された。DREAMS COME TRUEと共に宇宙を救うというテーマで、アニメ化されたメンバーが登場し、さらに新曲「あなたと同じ空の下」が書き下ろされ、乗車中にビークルのスピーカーから流れた。
長らくXRライドの実施や上記のDREAMS COME TRUEとのコラボにより通常運営は行われなかったが、2019年7月13日より2年ぶりに再開された。エントランスに設置されているロゴの立体感や惑星の噴水が無くなり、G-Botが円形の飛行型通信衛星からモニター型に変わり、コスミアが登場するクリスタルが無くなるなど、演出や施設のリニューアルが行われた。同年9月7日から11月4日には、「ハロウィーン・ホラーナイト2019」の一環として、ダークコースター「スペース・ファンタジー・ザ・ライド～ブラックホール～」が開催された。通常とは異なり、ビークル・ライドエリアは真っ暗になり、キューラインやプレショーエリアの音楽や映像も全てハロウィーン・ホラーナイト仕様に変更された。

## 栄誉
2011年11月17日、テーマエンターテインメント協会（Themed Entertainment Association: TEA）の第18回ティア・アワードにおいて、アウトスタンディング・アチーブメント賞アトラクション部門を受賞した。
| 「                                  | 既存の建物を利用して作られたこのアトラクションは、キューライン（待ち列）にも非常に高いテーマ性があり、効果的な演出と魅力的なオリジナルキャラクターたちが登場する点が特徴である。また、宇宙空間の中を回転しながら進むライドであり、満天の星空、きらきらと輝くスターダスト・クラウド、星々が滝のように流れるスターフォール、ダスティ・ネビュラ、太陽など、宇宙空間を表現するために、スター・フィールド・レーザーやファイバーオプティクスに加えて、モーション・マジックと呼ばれる技術が駆使されている。モーション・マジックでは、カメラが天井からゲストの動きを察知し、キャラクターの動きが反応する仕組みとなっている。これらの技術を非常に有効に組み合わせることで、ゲストはその世界観にどっぷりと浸り、楽しむことができるだけでなく、ターゲット層であるゲストの心をしっかりとつかんでいる。 | 」 |
| —（Themed Entertainment Association | |    |

ティア・アワードにおいて、ユニバーサル・スタジオ・ジャパンにあるアトラクションではこれまでに、2007年に「ピーターパンのネバーランド」がイベント・スペクタキュラー部門で、2002年には「アニメ・セレブレーション」がアトラクション部門でそれぞれアウトスタンディング・アチーブメント賞を受賞している。また、ハリウッドやフロリダのユニバーサル・スタジオにあるアトラクション「アメージング・アドベンチャー・オブ・スパイダーマン・ザ・ライド」「ウォーターワールド」「ターミネーター 2:3-D」も、ユニバーサル・スタジオ・ジャパンの開業以前に同賞を受賞している。

## XRライド
イベント開催中は、本アトラクションが一時的にクローズされ、「XRライド」として運営される場合がある。
「XRライド」は、VRゴーグルを着用しながらビークルに乗り、各テーマとなった作品の世界を360度体感できるライド・アトラクションである。開催中はビークルは回転しないように固定され、前座席のみを使用して運営される。また、XRライドでは、身長132cm未満のゲストは保護者の同伴があっても乗車できない。
- きゃりーぱみゅぱみゅ XRライド（2016年1月15日 - 6月26日） - 「ユニバーサル・クールジャパン2016」の一環で初めて導入された[7][8]。
- エヴァンゲリオン XRライド（2017年1月13日 - 6月25日） - 「ユニバーサル・クールジャパン2017」の一環で導入された[9]。
- ファイナルファンタジー XRライド（2018年1月19日 - 6月24日） - 「ユニバーサル・クールジャパン2018」の一環で導入された[10]。
- エヴァンゲリオン XRライド（2018年7月6日 - 2019年1月6日） - 多くのゲストからの復活を望む声に応えて復活した[11]。
- ルパン三世カーチェイス XRライド（2019年1月18日 - 6月23日） - 「ユニバーサル・クールジャパン2019」の一環で導入された[12]。
- 進撃の巨人 XRライド（2020年1月21日 - 7月5日） - 「ユニバーサル・クールジャパン2020」の一環で導入された[13]。
- 『STAND BY ME ドラえもん 2』XRライド（2020年8月4日 - 2021年1月6日） - ドラえもん50周年を記念し、『STAND BY ME ドラえもん 2』とのコラボレーションで導入[14]。
- 鬼滅の刃 XRライド 〜夢を駆ける無限列車〜（2021年9月17日 - 2022年2月13日、2024年2月1日 - 6月9日） - 『鬼滅の刃』とのコラボレーションで導入[15]。
- 進撃の巨人 XRライド（2022年3月4日 - 7月22日） - 「ユニバーサル・クールジャパン2022」の一環で、2020年のものの復活という形で導入された[16]。本来は8月22日までの営業を予定していたが、システム不具合により7月19日から運休、その後繰り上げ終了が決定した。
- ドラえもんXRライド〜のび太と空の理想郷〜（2023年2月23日 - 9月3日） - 『映画ドラえもん のび太と空の理想郷』とのコラボレーションで導入。
- 鬼滅の刃 XRライド〜刀鍛冶の里を疾走せよ〜（2024年7月19日 - 2025年1月5日） - 『鬼滅の刃』とのコラボレーションで導入[17]。
- SPY×FAMILY XRライド  (2025年7月1日〜2026年1月4日)  -  「ユニバーサル・クールジャパン2025」の一環として導入[18]。